# E87

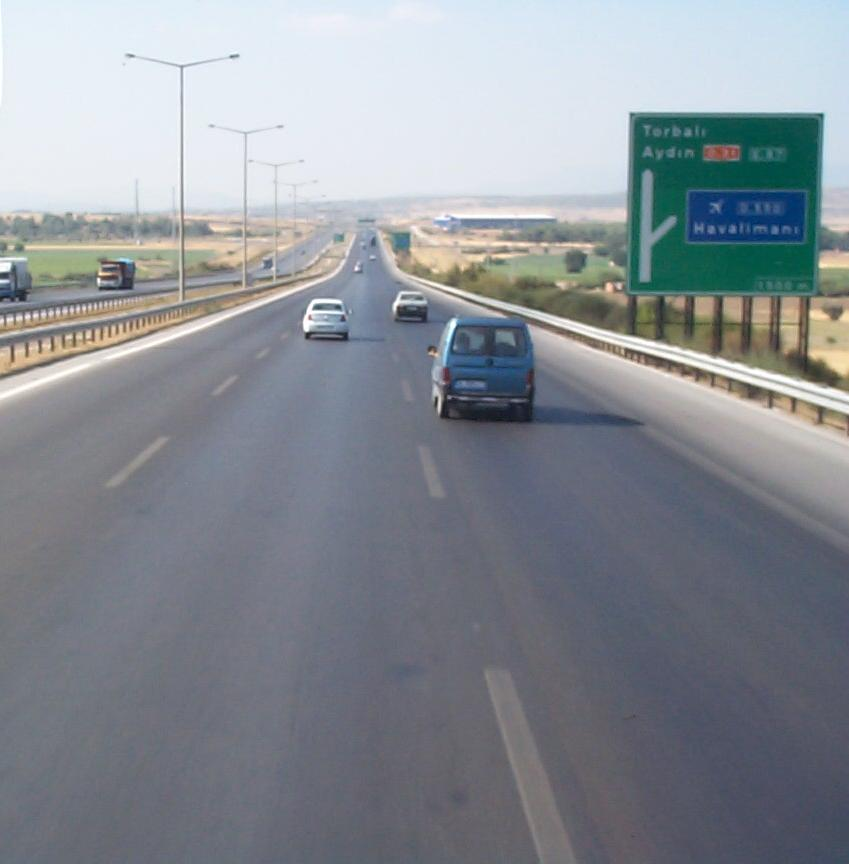
E87/O-81 vid Izmir, Turkiet

E87 eller Europaväg 87 är 2 030 km lång och börjar i Odessa i Ukraina, passerar Moldavien, Rumänien och Bulgarien och slutar i Antalya i Turkiet.

## Sträckning
Odessa - Izmajil - (gräns Ukraina-Moldavien) - (gräns Moldavien-Ukraina) - Reni - (gräns Ukraina-Rumänien) - Galați - Tulcea - Constanța - (gräns Rumänien-Bulgarien) - Varna - Burgas - Tsarevo - Malko Tărnovo - (gräns Bulgarien-Turkiet) - Kirkareli - Babaeski - Havza - Gelibolu - Ecebat - (färja) - Çanakkale - Ayvalik - İzmir - Selcuk - Aydın - Denizli - Acipayam - Kortuteli - Antalya
Izmajil och Tulcea ligger 20 km från varandra fågelvägen men 190 km från varandra bilvägen. De ligger på var sin sida av Donaus delta, och i framtiden kommer troligen E87 att gå direkt här, men idag finns varken bro eller färja över gränsen här (Ukraina-Rumänien).

## Standard
E87 är mest landsväg, men cirka 100 km är motorväg kring İzmir.

## Anslutningar
| - E95 - E58 - E584 |  | - E60 - E70 - E773 |  | - E80 - E84 - E90 - E81 |